# Welling (Oklahoma)
Welling és una concentració de població designada pel cens dels Estats Units a l'estat d'Oklahoma. Segons el cens del 2000 tenia 669 habitants.

## Demografia
Segons el cens del 2000, Welling tenia 669 habitants, 247 habitatges, i 187 famílies. La densitat de població era de 8,7 habitants per km².
Dels 247 habitatges en un 39,7% hi vivien nens de menys de 18 anys, en un 61,9% hi vivien parelles casades, en un 9,7% dones solteres, i en un 23,9% no eren unitats familiars. En el 21,1% dels habitatges hi vivien persones soles el 7,3% de les quals corresponia a persones de 65 anys o més que vivien soles. El nombre mitjà de persones vivint en cada habitatge era de 2,71 i el nombre mitjà de persones que vivien en cada família era de 3,13.
Per edats la població es repartia de la següent manera: un 29,4% tenia menys de 18 anys, un 11,2% entre 18 i 24, un 25,9% entre 25 i 44, un 23,3% de 45 a 60 i un 10,2% 65 anys o més.
L'edat mediana era de 33 anys. Per cada 100 dones de 18 o més anys hi havia 102,6 homes.
La renda mediana per habitatge era de 24.118 $ i la renda mediana per família de 28.500 $. Els homes tenien una renda mediana de 25.938 $ mentre que les dones 19.375 $. La renda per capita de la població era de 16.859 $. Entorn del 21,7% de les famílies i el 27,8% de la població estaven per davall del llindar de pobresa.

## Poblacions més properes
El següent diagrama mostra les poblacions més properes.